# Wail
Wail é uma comuna francesa na região administrativa de Altos da França, no departamento de Pas-de-Calais. Estende-se por uma área de 9,15 km². Em 2010 a comuna tinha 267 habitantes (densidade: 29,2 hab./km²).